# 진공

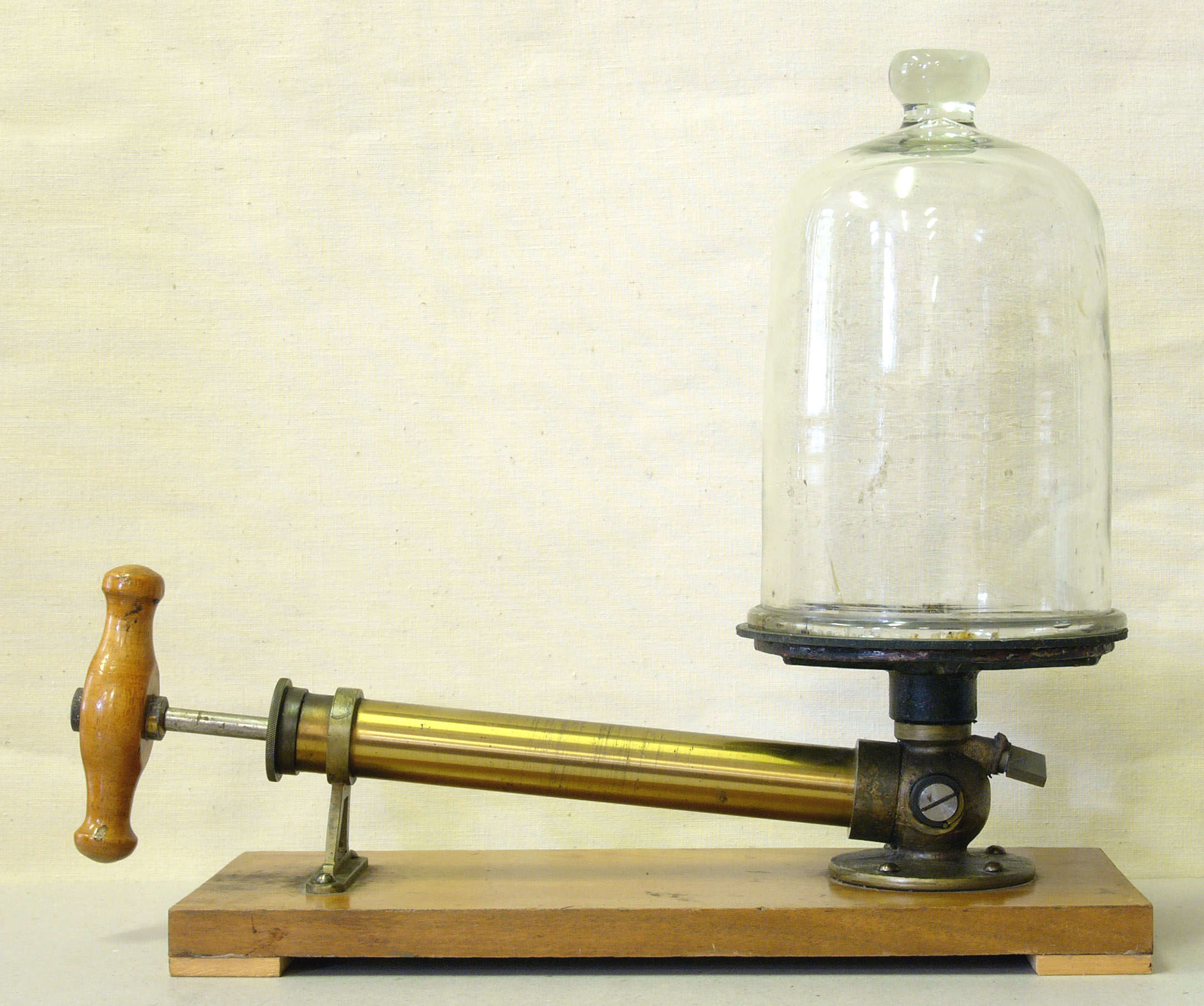
진공을 증명하기 위한 펌프

진공(眞空, 영어: vacuum)은 직관적으로 아무것도 존재하지 않는 상태를 의미한다. 또한 진공은 0이 수학에서 무를 나타내듯이, 형이상학적 개념인 무(無)가 물리적인 현실 세계 속에서 드러난 모습으로 보기도 한다.

## 역사 속의 진공
진공의 존재성에 대한 논쟁들은 고대부터 시간이 흐르면서 계속 이루어져 왔다.

### 고대 그리스
그리스 철학자들은 원자설을 바탕으로 빈 공간과 진공의 존재성에 대해 많은 토론을 했다. 특히 플라톤은 진공이라는 개념을 상당히 추상적인 개념으로 보고 많은 사람들에게 알렸지만, 진공의 추상적인 개념은 실질적이지 못하다는 이유 때문에 한계를 맞게된다. 이것은 의미나 느낌으로 이해할 수가 없었고, 물리적 부피이외에는 그에 대해 더 이상의 설명을 할 수 없었다. 아리스토텔레스는 밀도가 높은 주의의 물질의 연속체들이 신속하게 초기의 희박함을 채울 것이기 때문에 자연적으로 진공이 생길 수 없다고 믿었다. 그의 저서 Physics 중 4번째 책을 보면 아리스토텔레스는 진공에 대해 여러 가지를 주장을 했다는 것을 알 수 있다. 그는 저항이 없는 매질을 통과하는 움직임은 움직임이 중간에 멈춰야 할 이유가 없기 때문에 끊임없이 계속되어야 한다고 말했다. 루크레티우스는 기원전 1세기에 진공의 존재성에 대해 논했고, 헤론은 1세기에 직접 진공을 만들려고 노력했지만 실패했다.

### 10세기
중세의 중앙아시아에서, 이슬람 물리학자 알 파라비(Al-Farab)(Alpharabius, 872-950)는 진공에 관한 작은 실험을 했다. 그는 물 위에서 뜬 플런저를 관찰했는데 결론적으로, 공기의 부피는 가능한 공간을 모두 채울 수 있게 확장할 수 있다고 주장했다. 그래서 그는 완벽한 진공에 대한 개념은 모순이라고 주장했다. 그러나 Nader El-Bizri과 물리학자 이븐 알 하이탐 (Alhazen, 965-1039), 그리고 신학자 Mu'tazili는 아리스토텔레스와 알파라비의 주장에 대해 반대했고, 그들은 진공의 존재를 주장했다. 기하학을 사용해서, Ibn al-Haytham은 수학적으로 공간은 본체를 포함한 안쪽면 사이에 있는 3차원 빈 공간이라는 것을 증명했다. Ahmad Dallal에 의해, Abū Rayhān al-Bīrūnī 또한 “ 진공의 가능성을 배제하는 증거는 찾을 수 없다”(there is no observable evidence that rules out the possibility of vacuum)라고 말했다." 흡입 펌프는 나중에 15세기 유럽에서 만들어졌다.

### 13세기 14세기
베이컨, 블라시우스, 월터 벌리 등의 유럽의 13, 14세기 학자들은 진공과 관련된 이슈들에 상당한 관심을 가졌다. 예를 들어, 스토아 학파를 보면, 14세기의 학자들은 아리스토텔레스 진공은 연속적이어서 생길 수가 없다는 관점을 벗어났다는 것을 알 수 있다. 이러한 진공에 대한 생각들은 후에 17세기에 진공에 대한 자연적 관심과 이론적 관심들을 분리시키는데 도움을 주었다.

### 17세기
- 토리첼리[10]

최초로 실험실에서 진공상태를 유지할 수 있게 해 주는 장비는 토리첼리의 수은 기압계였다. 중세에는 두 판 사이를 빨리 떨어뜨리면, 순간적으로 진공이 만들어진다고 생각했다. 이에 대한 토론이 많았는데, 두 판 사이가 진공이 된다고 주장하는 사람이 있는 반면, 공기가 충분히 빠르게 빈 공간을 채워서 진공이 안 생긴다고 주장하는 사람도 있었다.
참고로, 1643년 이탈리아의 물리학자 토리첼리는 수은 기둥을 이용해 다음과 같은 실험을 고안하였다.
1. 긴 유리관에 수은을 가득 채운다.
2. 그 유리관을 수은이 담긴 그릇 안에 뒤집어 세운다.
3. 긴 유리관을 기울여 가면서 수은 기둥의 높이를 측정한다.

실험 결과 수은 기둥의 높이는 항상 일정하게 760mm가 나왔고 이 현상을 토리첼리는 수은 기둥의 무게가 대기와 평형을 이루기 때문이라고 설명하였다.
이 때 유리관의 위쪽 즉 수은이 없는 빈공간은 거의 진공상태가 되는데(엄밀하게는 기화된 수은과 수증기 등이 약간 들어 있을 것이다.) 그 진공을 ‘토리첼리의 진공’이라고 명명한다.
- 르네 데카르트

르네 데카르트는 블레즈 파스칼에게 기압계를 산 위에 가져가보라고 조언을 해준 적이 있다. 하지만 데카르트는 토리첼리의 수은 기둥 실험에서 수은 위의 빈 공간이 진공이라는 생각을 받아들이지 않았다. 그가 가지고 있던 생각의 주는 공간 사이엔 진공 상태가 되려고 하는 것을 방해하는 다른 미세한 성분들이 존재한다는 것이었다. 실제로 파스칼을 대신하여 파스칼의 처남이 기압계를 들고 산을 올라가보았고, 점점 올라갈 수록 대기가 엷어져서 점점 진공이 되간다고 결론을 내렸다. 이에 반해, 데카르트는 그 미세한 성분들이 대기 너머에까지 우주 전체에 골고루 존재하기 때문에 이 세상에 어디에서도 진공은 찾을 수 없다고 주장했다. 데카르트는 자신의 주장으로 보편 유체라는 미세한 입자들이 우주 전체에 퍼져있고 우주 속에서 행성들이 보편 유체의 소용돌이에 의해서 다른 곳으로 운반 즉 움직인다는 소용돌이이론을 제시한다. 지구를 포함한 여러 행성들이 움직일 수 있는 것은 지구를 중심으로 감싸고 있는 유체들의 소용돌이라고 설명하였다. 데카르트는 이러한 이론을 제시할 정도로 진공의 개념을 혐오했다고 볼 수 있다.
- 오토 폰 게리케

1654년, 오토 폰 게리케는 첫 진공펌프를 발명했다. 그리고 그는 마그데부르크 반구에 대한 실험을 했다.
1. 두 구리로 된 지름 40cm의 반구 두 개를 합쳐놓고 그 속의 공기를 자신이 발명한 진공펌프로 빼내었다.
2. 그 반구들의 끝부분에 각각 말을 여러마리씩 묶어놓고 말을 서로 반대방향으로 채찍질하여 반구를 떼어내게 시켰다.
3. 결과는 말을 8마리씩이나 써야 반구가 떨어졌다.

이 실험은 게리케가 기압에 의한 힘이 얼마나 큰지를 많은 사람들 앞에서 증명해준 실험이었다.
- 블레즈 파스칼

블레즈 파스칼은 파스칼 법칙으로 유명한데 그는 파스칼 법칙을 해석하면서 진공에 의해 작용되는 압력은 0이라고 주장하였다.
- 크리스티안 하위헌스

하위헌스는 파동 이론으로 많이 알려져 있지만, 그는 진공 연구에 있어서도 많은 진전을 일궈내었다. 그는 최초로 현실적인 보급가능한 진공펌프를 개발하는데 성공한다.
- 다른 과학자들

로버트 보일은 이 디자인을 발전시켜 연구했다. 그 뒤 1850년까지 부분 진공에 대한 연구가 진전이 없다가 그 이후 도플러가 도플러 펌프를 발명하고, 하인리히 게이슬러가 수은 펌프를 1855년에 발명했다. 이는 10 Pa에 해당하는 부분 진공을 가졌다. 그 후에 그전까지는 대기상에서 진행되었던 전기실험들을 진공 상태에서 행할 수 있게 되었고, 이는 이후에 오는 과학 혁명에 큰 기여를 했다.

### 19세기
- 마이컬슨-몰리 실험

마이컬슨과 몰리는 지구의 공전방향으로 줄지어 세운 거울과 그 것과는 직각을 이루며 세워진 거울들 사이로 광선이 지나가게 하였고,거울 사이를 튕겨져 나온 빛들을 다시 간섭현상을 일으키게 하여 과연 간섭무늬가 생기는지를 관찰하였다. 사실 그전까지 우주 공간을 에테르가 채우고 있다고 생각하였기 때문에, 또한 지구에 대한 빛의 상대속도가 있기 때문에 간섭이 일어나는 것이 정상적인 현상이 된다. 하지만 결과적으로 간섭현상이 일어나지 않았고, 우주 공간이 에테르로 채워져 있다는 과거의 가설에 의문을 품게 된다.
- 조지 피츠제럴드와 헨드릭 로런츠

조지 피츠제럴드는 지구 전체가 운동방향으로 약간씩 수축된다면 마이컬슨-몰리의 실험을 해석할 수 있다고 생각하였다. 이것을 수식적으로 헨드릭 로런츠가 로런츠 변환식을 통해서 정리하였다. 이러한 수축 효과를 로런츠-피츠제럴드 수축이라고 하고 이들은 우주 공간의 에테르의 존재 가능성을 부정하였다.

### 20세기
- 폴 디랙[11]

1930년, 폴 디랙은 우주공간에는 무한히 많이 존재하는 전자들이 무한히 많은 음의 에너지의 상태들 중에서 일부 상태들에만 채워져 있는 것이 아닌 각각 상태들마다 한개씩 또한 하나도 남김없이 채우고 있다고 생각했다. 바닷물이 바다를 채우고 있듯이 전자들이 온 우주의 음의 에너지 상태에 채워져 있기에 이것을 ‘디랙의 바다’라고 부른다. 이 이론은 디랙 방정식에 대한 추측들 즉,
1. 모든 전자들은 같은 양자 상태에 여러개가 존재할 수 없다는 파울리 배타 원리를 따른다.
2. 높은 에너지 상태에 존재하는 전자는 낮은 에너지 상태가 비어있을 경우 두 에너지의 차이에 해당하는 에너지를 방출하고 낮은 에너지 상태로 간다.

을 잘 따르게 된다.
모든 음의 에너지의 상태를 전자들이 가득 메우고 있게되면 우주의 에너지는 음의 무한대가 되어버리기 때문에 최저 상태가 될 수 있게 된다. 이러한 상태를 디랙은 진공이라고 생각했다. 더나아가 디랙은 우리가 지금까지 알고 있던 전자를 우주 공간에 무수히 많은 음의 에너지 상태를 전자를 다 메우고도 남는 전자들이라고 설명했으며, 이런 전자들이 여러개가 존재하면 그 때 원자와 분자들을 전자가 구성하게 되는 것이라고 설명하였다. 고로 완벽한 진공이란 음의 에너지의 상태에 전자가 하나씩 들어가 있고 남는 전자가 없는 아주 이상적인 것으로 설명하였다.

## 진공의 의미

### 서양철학의 진공
아리스토텔레스는 매질이 없으면 물체의 속도가 무한해져서 모순이 발생할 것이기 때문에 진공이 존재할 수 없다고 주장했다. 르네 데카르트 역시 진공이 존재할 수 없다고 주장했다. 보일과 홉스는 진공의 존재성에 대한 논쟁을 한참동안 벌인 적이 있다.

### 이론물리학의 진공
이론물리학에서 진공은 에너지가 0인 상태를 뜻한다. 에너지가 0이 아니지만 진공과 비슷한 성질을 가진 상태를 가짜 진공(false vacuum)이라 부른다.
물리학의 양자 마당 이론에서의 진공은 매질이다. 하이젠베르크의 불확정성 원리에 의해 아주 짧은 시간 동안 에너지의 요동이 있어 입자가 쌍생성되고 쌍소멸한다. 이때 지나가는 빛은 영향을 받는다.

### 실험과학의 진공
실험적으로 아무런 입자도 존재하지 않는 공간을 만들 수는 없기 때문에, 대기압보다 낮은 압력을 가지는 계는 전부 진공이라고 부른다.

### 고전적인전자기파의 관점에서의 진공
고전적인 전자기파의 관점에서, 진공은 전자기파의 효과가 일어나는 표준이 되는 매질이라고 생각한다. 몇몇의 과학자들은 이 표준을 고전 진공이라고도 한다.
고전 전자기파이론에서는 진공 혹은 자유 공간은 다음의 성질을 갖는다
-전자기파가 SI 단위계에서 빛의 속력 299,792,458 m/s로 움직인다.
-파동의 중첩원리가 성립한다. 예를 들자면, 두 전하에 의해 생긴 전기 포텐셜은 각각의 전하에 의해 생긴 전기 포텐셜의 정확한 합으로 나타난다. 다시 말해, 어떠한 지점에서의 전기 포텐셜은 각각 전하에 의해 생긴 그 점에서의 전기포텐셜의 벡터 합으로 생각할 수 있는 것이다.
- 유전율과 투자율이 SI 단위계에서 정확히 아래와 같이 나온다.
{\displaystyle \varepsilon _{0}={\frac {1}{c^{2}\mu _{0}}}=8.8541878176\ldots \times 10^{-12}{\mbox{ F/m}}}
{\displaystyle \mu _{0}=4\pi \times 10^{-7}{\mbox{V·s/A·m}}\approx 1.2566370614\ldots \times 10^{-6}{\mbox{H/m}}}
참고로 유전율과 투자율이란 전자기파가 지나는 매질의 특성으로 전자기장이 매질에게 영향을 미칠 때 매질의 반응을 나타내는 척도이다. 일반적으로 전기장이 어떤 매질을 통과할 때 전기장에 의해 매질을 이루는 분자들에 분극현상이 일어나게 되어 매질 내에서 전기장의 세기는 외부에서 준 전기장의 세기보다 작다. 이 때 분극 현상에 의한 전기장과 외부에서 걸어준 전기장의 크기를 이용해서 나오는 전기장의 벡터를 D(r,t)라고 하면 아래와 같이 된다.
{\displaystyle \varepsilon ={\frac {{\boldsymbol {D}}(r,\ t)}{{\boldsymbol {E}}(r,\ t)}}}
또한 투자율이란 자기장이 얼마나 쉽게 물질을 통과하는 지에 관한 물리량으로써, 투자율의 의미는 가한 자기장의 강도대비 실제로 통과하는 자속밀도로 정의된다.
즉 다음과 같이 된다.
{\displaystyle \mu ={\frac {{\boldsymbol {B}}(r,\ t)}{{\boldsymbol {H}}(r,\ t)}}}
-임피던스값은 다음과 같이 된다.
Z0 ≈ 376.73 Ω

## 진공의 측정

### 음극선실험과 진공[15]
음극선관을 처음으로 연구하기 시작한 사람은 패러데이이다. 19세기말에 높은 전압을 유리관의 각 끝에 있는 금속판에 걸게 되면 유리관 안에 방전현상이 일어나고 번쩍거리는 현상을 발견하였다. 이 사실은 당시에 엄청난 과학적 관심을 불러일으켰었다. 양극판 사이에 흐르는 방전효과라고 과학자들은 보고 그 현상을 '음극선'이라고 명명하였다. 이러한 음극선은 유리관안에 공기가 많이 들어있으면 방해를 받아 잘 흐르지 못했다. 그리하여 과학자들이 유리관 안의 공기를 진공펌프를 이용하여 빼내었고 그것이 음극선관의 시초이다. 진공기술이 좋지 않았던 초기의 음극선관은 성능이 좋지 않았다. 독일의 유리 기구 제작자이며 엔지니어였던 가이슬러가 비로소 진공 기술을 높인 음극선관을 만들어 음극선관을 만들었고 이를 가이슬러관이라고 부르게 되었다. 가이슬러관이 발명되어서 비로소 음극선의 흐름이 제대로 관찰될 수 있었다. 이후에 영국의 크룩스가 가이슬러관의 진공도보다 더 높은 진공도를 갖는 음극선관을 개발하였는데 이를 크룩스관이라고 부른다.
과학자들은 이후에 이러한 음극선관을 이용하여 음극선이 과연 전하의 흐름인가에 대한 해답을 제시할 수 있는 여러 가지 실험을 하였다. 먼저 헤르츠가 1880년대 실험을 해보았고 음극선이 전하의 흐름이 아니라고 결론지었다. 그 이유는 음극선에 전기장을 걸어주었을 때 음극선이 편향되지 않았었기 때문이었다. 하지만 이 결론 역시 음극선관의 진공도가 좋지 않았기 때문이었다. 그 이후에 톰슨은 입자의 빔이 맞다는 사실을 실험으로 보여주게 된다.
앞서 말했듯이 톰슨과 헤르츠의 실험의 차이는 바로 진공 기술의 차이였다. 사실 음극선 유리관 안에 기체가 많을수록 전기장에 효과가 줄어들었고 공기의 방해 때문에 전하의 편향효과를 관찰할 수 없었다. 하지만 톰슨은 관속에 남아있는 기체를 가능한 많이 제거하고자 장치의 열을 오랜시간동안 가하고 진공펌프를 오랫동안 가동시키는등 헤르츠가 하지 않은 방법으로 더 나은 진공을 만들어내었다. 실제로 톰슨은 헤르츠의 실험이 잘못되었음을 자신실험기구에서 헤르츠의 실험을 재연했을 때 편향효과가 일어나지 않음으로써 확인하였다.

### 진공의 질
진공의 질은 그 계 안에 남아 있는 물질들의 양에 의해 결정된다. 그래서 높은 질의 진공계 안에는 아주 적은 양의 물질들만이 남아 있다. 진공은 주로 그 진공의 절대 압력으로 측정되지만 진공을 확실하게 특정 짓기 위해서는 온도나 화학적 구성 같은 다른 요소들도 측정되어야 한다. 가장 중요한 요소들 중 하나는 남아 있는 기체 분자들이 서로 부딪히기 전에 평균적으로 이동한 거리, 즉 평균 자유 경로(mean free path(MFP))이다. 기체의 밀도가 낮아질수록 평균 자유 경로의 값은 증가하며 평균 자유 경로의 값이 방, 펌프, 우주선 또는 진공이 있는 그 공간보다 길면 유체역학의 연속체 가정(continuum assumptions of fluid mechanics)이 성립하지 않는다. 이 진공의 상태를 고진공이라고 부르며, 이 공간을 흐르는 유체에 대한 연구를 기체 입자 역학(paticle gas dynamics)이라 한다.대기압에서의 공기의 평균 자유 경로는 70nm로 매우 짧으나 상온, 100mPa에서의 공기의 평균 자유 경로는 100mm 정도로 길다. 크룩스 방사계는 그 것들의 날개들의 길이가 평균 자유 경로보다 작을 때에 작동한다.
진공의 질은 진공을 만드는 기술이나 진공을 측정하는 기술에 의해 더 세분화된다. 이 범위는 전 세계적으로 정해진 것은 아니지만 보통의 분포는 다음을 따른다.
|                | 압력 (Torr)       | 압력 (Pa)         |
| -------------- | ----------------- | ----------------- |
| 대기압         | 760               | 101.3 kPa         |
| 저진공         | 760 to 25         | 100 kPa ~ 3 kPa   |
| 중진공         | 25 to 1×10−3      | 3 kPa ~ 100 mPa   |
| 고진공         | 1×10−3 ~ 1×10−9   | 100 mPa ~ 100 nPa |
| 초고진공       | 1×10−9 ~ 1×10−12  | 100 nPa ~ 100 pPa |
| 극히 높은 진공 | <1×10−12          | <100 pPa          |
| 우주 공간      | 1×10−6 ~ <3×10−17 | 100 µPa ~ <3fPa   |
| 완전한 진공    | 0                 | 0 Pa              |

- 대기압은 101.325 kPa (760 Torr)로 표준화되어 있다.
- 저진공 진공 청소기나 액주식 압력계 등의 기초적인 장치로 만들어지거나 측정되는 진공이다.
- 중진공은 펌프를 사용해 만들 수 있으나, 이 진공을 액체나 기계 압력계로 측정하기에는 그 압력이 매우 낮다. 중진공은 맥라우드 진공계, 온도 진공계 또는 전기 용량 진공계로 측정될 수 있다.
- 고진공은 기체의 평균 자유 경로가 그 기체가 있는 공간의 길이보다 긴 진공이다. 고진공은 보통 다단계 펌핑이나 이온 진공계 측정을 필요로 한다. 어떤 경우는 아주 높은 진공과 고진공을 나누기도 하지만 여기서는 그러지 않았다.
- 초고진공은 기체가 들어 있는 방을 가열해 기체들을 제거하는 것과, 다른 특별한 과정들을 거쳐야 만들어질 수 있다. 영국과 독일의 기준은 10−6 Pa (10−8 Torr) 이하의 압력을 초고진공으로 정의한다.[18][19]
- 우주 공간은 일반적으로 인공적인 진공보다 더욱 진공에 가깝다. 깊은 우주는 우주의 어떤 부분이 기준으로 잡히는가에 따라 고진공보다 높은 진공일 수도 낮은 진공일 수도 있다. 예를 들어, 행성 간의 공간의 평균자유경로는 태양계의 크기보다 작지만 작은 행성들이나 위성들보다는 크다. 결국, 태양풍은 태양계 규모에서 연속적인 흐름을 보인다. 그러나 지구와 달에 대해서는 입자들의 폭격으로 인식될 것이다.
- 완전한 진공은 아무 입자들도 존재하지 않는 이상적인 상태이다. 아주 짧은 순간동안, 매우 작은 부피의 공간에서 일어날 수는 있지만 이것은 실험실에서는 얻어질 수 없다. 모든 물질의 입자들이 제거된다고 해도 그 공간에는 여전히 광자나 중력자, 암흑 에너지, 가상 입자 등이 남아 있을 것이기 때문이다.

### 진공계
- 상대적 압력과 절대적 압력의 측정

진공은 압력의 단위로 측정되며, 보통 지구의 대기압에 대해 상대적으로 측정된다. 그러나 상대적으로 측정될 수 있는 진공의 양은 각 지역의 조건에 따라 다르다. 지구의 대기압보다 압력이 훨씬 높은 목성의 표면에서는 더 높은 진공 상대 측정이 가능할 것이다. 대기가 거의 없는 달의 표면에서는 그 지역의 환경에 대해 상대적으로 측정할 수 있는 진공을 만드는 것이 아주 힘들 것이다. 비슷하게, 지구의 깊은 바다에서는 보통보다 훨씬 높은 진공 측정이 가능하다.
- 정역학 진공계

정역학 진공계는 다른 압력에 노출되어 있는 액체의 기둥으로 구성되어 있다. 그 기둥은 각각의 끝 부분의 압력 차에 의해 그 무게가 평형을 이룰 때까지 높이가 유동적으로 움직인다. 가장 간단한 예는 한 쪽이 닫혀 있는 자 모양 튜브인데 그 한 쪽 부분은 우리가 관심 있는 대상과 이어져 있다. 어떤 유체든지 사용될 수 있으나, 높은 밀도와 낮은 증기압을 가진 수은이 선호된다. 간단한 정역학 진공계는 1 torr부터 대기압 이상까지의 압력을 측정할 수 있다. 정역학 진공계의 변형 중 중요한 맥라우드 진공계는 부피를 이미 알고 있는 진공을 격리하고 액체 기둥의 높이 변화를 늘릴 수 있게 압축한다. 맥라우드 진공계는 10−6 torr (0.1 mPa)만큼 높은 진공을 측정할 수 있으며, 이것은 현재 기술로 직접적으로 측정할 수 있는 가장 낮은 압력이다. 다른 진공계들은 더 낮은 압력도 측정할 수 있지만, 다른 압력에 의해 조절되는 성질들에 의해 간접적으로 측정할 수 있을 뿐이다. 이런 간접적인 측정은 직접적인 측정을 통해 영점조절이 돼야 하며 보통 맥라우드 진공계가 거기에 사용된다.
- 기계 진공계*

기계진공계(Mechanical gauge) 또는 탄성압력계는 부르동 관, 격판, 또는 보통 금속으로 만들어져 있는 우리가 측정하려는 곳의 압력에 의해 모습이 바뀌는 캡슐 등에 의존한다. 이 아이디어의 변형으로 만들어진 것이 격판이 각각의 축전기를 구성하는 정전 압력계(capacitance manometer)이다. 압력의 변화는 격판에 굴곡을 형성하고 이것은 축전기를 변화시킨다. 이 진공계들은 10+3 torr부터 10−4 torr까지와 그 보다 더 높은 값들을 측정할 수 있다.
- 열전도 진공계

열전도 진공계는 압력의 감소에 따라 기체가 열을 더 잘 전달한다는 사실에 기반한다. 이런 종류의 측정기에서는 와이어 필라멘트가 그에 흐르는 전류에 의해 가열된다. 열전대 또는 저항측온기(RTD)는 그 필라멘트의 온도를 측정하는데 사용될 수 있다. 이 온도는 필라멘트가 근처의 기체들에 열을 빼앗기는 속도에 관계되어 있기에, 결국 열전도도에 관련이 있다. 일반적인 변종(variant)은 피라니 진공계로 하나의 플라티늄 필라멘트를 가열된 원소, RTD 이 두 가지로 사용한다. 이 측정기들은 10 torr to 10−3 torr까지의 압력 하에 정확하나, 이 측정기들은 측정되는 기체의 구성성분에 의해 영향을 받는다.
- 이온 게이지

이온 게이지는 초고진공에 사용된다. 이 측정기들은 열음극과 냉음극 이 두 가지 종류로 나뉘어 진다. 열음극 형태의 경우에는 전기에 의해 가열된 필라멘트가 전자 빔을 생성한다. 그 전자들은 측정기를 통과해 지나가며 근처의 기체 분자들을 이온화한다. 그 결과로 나온 이온들은 음극에 모인다. 그에 의한 전류는 이온의 개수에 비례하며, 결국 측정기 안의 압력에 비례하게 된다. 열음극 측정기는 초고진공에 사용된다.. 10−3 torr부터 10−10 torr의 범위까지 정확하다. 냉음극 측정기의 원리도 전자들이 고압의 방전에 의해 생성된다는 것 외에 똑같다. 냉음극 측정기는 10−2 torr부터 10−9 torr의 범위에서 정확하다. 이온화 진공 게이지의 영점 조절은 만들어진 구조, 측정되는 기체의 구성성분, 부식과 표층 퇴적물에 아주 민감하다. 이온화 진공 게이지의 영점조절은 대기압 또는 저진공의 환경에 의해 무효화될 수 있다. 고진공에서의 기체의 구성성분은 보통 예측불가능하며 그래서 질량 분석계와 이온화 진공 게이지를 같이 써야 정확한 측정이 가능하다.

## 우주 공간
우주 공간은 아주 낮은 밀도와 압력을 가지고 있으며 완전 진공에 물리적으로 가장 가깝다. 그러나 어떤 진공도 정확히 완전하지 않으며, 심지어 1세제곱미터의 공간 당 몇 개의 수소 원자들밖에 존재하지 않는 성간 공간도 완전한 진공이 아니다.
별들, 행성들, 그리고 위성들은 중력으로 그들의 대기들을 유지하며, 그렇기에 대기들은 뚜렷한 경계를 가지지 않는다. 지구의 대기압은 우주 공간과 지구 대기의 경계라고 불리는 칼만 라인이 있는 100 km 고도에서 압력이 3.2 × 10−2 Pa 정도까지 떨어진다. 이 칼만 라인을 넘어가면 동방성 기체의 압력은 태양으로부터의 복사압, 태양풍의 동력압 등에 비해 무의미해져 압력에 대한 설명이 어려워지게 된다. 이 범위의 열권은 압력, 온도와 구성에서 큰 변화도를 가지고 이것은 우주 날씨에 따라 많이 변하기도 한다. 천체물리학자들은 이런 환경들을 1세제곱센티미터를 단위로 해서 개수 밀도를 쓰기를 선호한다.
그러나 칼만 라인의 몇 백 킬로미터 위의 공간이 정의상으로 우주 공간이기는 해도 그 공간의 대기압은 위성들에 무시할 수 없을 정도의 저항력의 영향을 주기에는 충분하다. 대부분의 인공위성들은 이 저궤도라고 불리는 공간에서 작동하고 있으며 그 궤도를 유지하기 위해 매일 조금씩의 연료를 소모한다. 여기서의 저항력은 요즘 제안된 행성 간 여행을 위한 솔라 세일에 가해지는 복사압 이용에 의해 극복될 수 있을 정도로는 작다. 행성들은 그들의 대기들은 태양풍에 의해 침식되었을지도 몰라도 질량은 너무 커서 그들의 궤적에 큰 영향을 미친다.
모든 관측 가능한 우주는 많은 수의 광자들, 우주 배경 복사, 많은 중성미자들로 차 있다. 이 복사의 최근 온도는 3 K 정도이다.

## 진공의 생성 사용
진공은 아주 다양한 곳에 사용이 된다. 먼저 화학적 분해로부터 필라멘트를 보호하는 역할을 한다. 진공의 화학적 안정함은 전자 빔 용접, 냉 용접, 진공 포장, 그리고 원 식재료의 풍미를 보존하는 진공 프라잉 등의 기술에 사용된다. 초고진공만이 원자 수준에서의 요철이 적은 표면을 만들기에 적합하기 때문에 이러한 원자수준의 기질의 연구에 주로 쓰이게 된다. 또한 고, 초고진공은 입자빔으로 물질을 제거하는 기술에서 화학적 오염을 초래하는 공기들의 화학적 효과를 막을 수 있어 이러한 기술들에 사용된다. 이런 진공 기술은 표면 과학, 반도체의 핵심적인 세 기술인, 가스를 반응관에 흐르게 하여 박막을 형성시키는 화학 증착, 기화된 금속 증기 진공에 있는 표면에 응축시켜 박막을 형성시키는 물리 증착, 반도체 표면을 진공에 있는 가스계로 부식시켜서 가공시키는 드라이 에칭에 필수 요소이다. 진공은 끓는 점을 낮추어 물질들의 기화를 촉진시키기 때문에 다량의 수분을 함유한 재료들을 쉽게 건조시킬때 사용되는 동결건조, 순수한 물질을 얻기위한 증류, 금속공학, 그리고 배기기술에 사용되고 있다. 마지막으로 진공의 전기적 성질은 전자 현미경과 진공관 양극선관에 사용이 되고, 공기저항을 없애는 효과는 빠른 속도를 요구하는 초원심분리기등에 사용되고 있다. 다음 구체적으로 소개할 기술들은 많이 쓰이는 기술들이다.

### 사용-진공 기계
진공은 보통 빨아들이는 용도로 많이 쓰인다. 토머스 뉴커먼의 뉴커먼 증기 기관은 밀어내는 압력대신 빨아들이는 진공을 이용해서 피스톤을 움직이게 하였다. 또한 19세기에는 공기압력으로 추진을 받는 이섬바드 브루넬의 대기선의 실험에 사용되기도 하였다. 뿐만 아니라 공기 브레이크가 발명되기 전까지는 진공 브레이크가 영국의 기차에서 널리 쓰였다고 한다.
엔진의 연소에 의한 대기압과 엔진의 압력 차이로 생기는 매니폴드 진공은 자동차의 부품들을 작동시키는데 도움을 주기도 한다. 잘 알려진 기술에는 내연기관의 흡입관의 압력을 조절하는 진공 서보에서 생기는 부압을 브레이크에 필요한 힘으로 사용하는 것이다. 또한, 매니폴드 진공으로 와이퍼를 작동시키기도 한다.

### 진공 생성- 진공펌프
진공펌프는 진공을 이용하여 유체 등을 끌어올리는 펌프를 의미한다. 진공을 만드는 방법에는 먼저 용기의 부피를 늘리는 방법이 있다. 그 예로 인체가 인위적으로 횡격막을 늘리게 되면 폐의 부피가 그에 따라 늘어나게 되어 공기가 인체 내로 유입되게 된다. 이러한 인체의 호흡과정도 진공펌프라고 볼 수 있다.
하지만 계속해서 용기의 부피를 늘리는 일은 쉽지 않다. 대신에 폐쇄된 용기의 공기를 계속해서 빼내게 되면 용기 안은 점점 진공이 된다. 이런 방식으로 진공을 만드는 진공펌프는 옛날에 우리나라에서 많이 쓰이던 수동펌프가 있다. 진공이 된 용기내의 작은 구멍을 통해 유체가 들어오면 작은 구멍을 막고 반대편 구멍을 열게 되면 유체가 나가는 방식이다.
방금까지 설명한 것들은 그저 진공펌프의 기본적인 원리들과 진공펌프의 일부분을 소개한 것에 지나지 않는다. 그 외에도 다양한 용적펌프를 포함한 다른 펌프들이 개발되어왔다. 실제로 운동량 전달 펌프는 용적 펌프보다 훨씬 좋은 효율을 가지게 된다.
어떠한 펌프로 만들 수 있는 최소의 압력은 그 펌프 자체의 성능뿐만 아니라 사용되는 펌프의 개수에도 의존된다. 많은 펌프들은 직렬로 연결되어 더 좋은 진공을 만들어낼 수 있다. 용기의 기하적 구조, 유입구멍의 크기와 모양, 재질 등 모든 것들이 펌프의 성능을 좌지우지한다. 이러한 것들을 통틀어 진공 기술이라고 부른다. 그리고 그저 낮은 압력을 만들어내는 것만이 진공펌프의 성능은 아니다. 낮은 압력을 만들어내는데 걸리는 시간 그리고 공기가 새는 것을 방지하는 능력 등 여러 요인이 좋은 펌프를 결정한다.
초고진공계에서는 공기가 새는 세밀한 경로나, 아웃게싱이 일어나는 원인 물질등 많은 것이 고려 되어야 한다. 백금족 원소 팔라듐과 알루미늄의 흡습성, 스테인리스 철과 티타늄의 흡착성은 분명히 초고진공계를 구성하는데에 고려가 되어야 한다. 뿐만 아니라, 기계를 구성하는데 필수적인 윤활유들도 아웃게싱을 일으킬 수 있으므로 분명히 고려되어야 한다. 큰 영향력을 행사하지는 않지만, 진공계의 용기의 벽의 투과성과 이음부분의 플랜지의 이음방향 역시 고려는 되어야 한다.
최근에 만들어진 가장 좋은 진공계가 10−13 토르를 형성한다고 한다. 하지만 극저온의 환경에서는 5*10−17 토르까지도 압력이 내려간다고 한다.

### 진공 생성의 한계 -아웃게싱
진공으로 일어나는 기화 혹은 승화를 아웃게싱이라고 한다. 모든 물질들은 모두 자신들의 고유의 증기압을 가지고 있다. 압력이 점점 낮아지다가 증기압보다 낮아지면 물질들은 기화를 시작한다. 사실 인공적인 계에서 아웃게싱 효과가 일어나는 것은 진공에 기체가 점점 들어오는 효과와 비슷하므로, 진공계에 액체나 기체가 새는 틈이 생긴 것과 동일한 상황이다. 그렇기 때문에 진공계를 구성하는 물질의 아웃게싱 효과로 인해 인공적으로 완벽한 진공을 만드는 것이 불가능해진다. 또 다른 문제는 응축현상인데, 이러한 아웃게싱 효과로 인해 기화 또는 승화된 기체들이 상대적으로 차가운 표면에 응축하게 되는 현상을 말한다. 이것이 문제가 되는 이유는 만약 그 응축되는 표면이 광학기구라면 정상작동에 에러를 주고, 그 표면이 반응물질이라면 반응이 정상적으로 진행되는데에 장애를 주게 되기 때문이다. 특히 이러한 응축현상은 우주선에 있는 비싼 기구들에 장애를 주는 아주 심한 문제로 제기되고 있다.
이러한 심한 문제를 낳는 현상에 있어서, 가장 번번히 관찰되는 아웃게싱 물질은 흡습성을 지닌 물질들이 가지고 있는 물 그 자체이다. 이러한 물들은 물질은 건조시키거나 가열하는 것으로, 또는 그 물질에 흡습성을 갖는 표면 구조를 변화시키는 방향으로 줄일수 있다. 아웃게싱된 물들이 특히 수송을 할 때 편리하게 사용할 수 있는 로타리 펌프에 응축되면 그 펌프의 회전속도를 낮추어 수송능력을 현저하게 저하시키는 원인이 되기도 한다. 이러한 물에 의한 아웃게싱 효과가 번번하기 때문에 고진공계는 반드시 유기물들을 최대한 제거해야 한다.
일반적으로 증기압은 온도에 비례한다. 그리하여, 초고진공계는 보통 진공상태에서 가열을 충분히 시켜서 모든 불순물들의 증기압을 높여버려서 증기로 만들어버린다음에 제거해버린다. 불순물들을 이러한 방식으로 제거하고 난다음 다시 초고진공계를 식히면, 그 계를 이용한 작업을 할 때 일어나는 장애들을 최대한 줄일 수 가 있다. 뿐만 아니라 식히는 과정에서 액체질소등 아주 온도가 낮은 물질들로 식히게 되면 초고진공계의 온도가 떨어지게 되어 증기압이 상당히 낮아지게 때문에 계에서 일어나는 아웃게싱 효과를 더 줄일 수가 있다.

## 같이 보기
- 수비드 - 진공상태를 이용한 조리법

## 참고 문헌
- 존 그리빈, <사람이 알아야 할 모든것, 과학>,
- A.F. 차머스 <과학이란 무엇인가?>
- http://www.pointvac.co.kr/main-1.htm%5B깨진+링크(과거+내용+찾기)%5D
- 반물질은 존재한다 - 네이버캐스트
- http://www.mcallister.com/vacuum.html 보관됨 2005-11-23 - 웨이백 머신
- Vacuum Chambers Technology
- Valve in Vaccum